# Massimiliano Fuksas
Massimiliano Fuksas (Roma, 1944) es un arquitecto italiano de prestigio internacional.

## Biografía

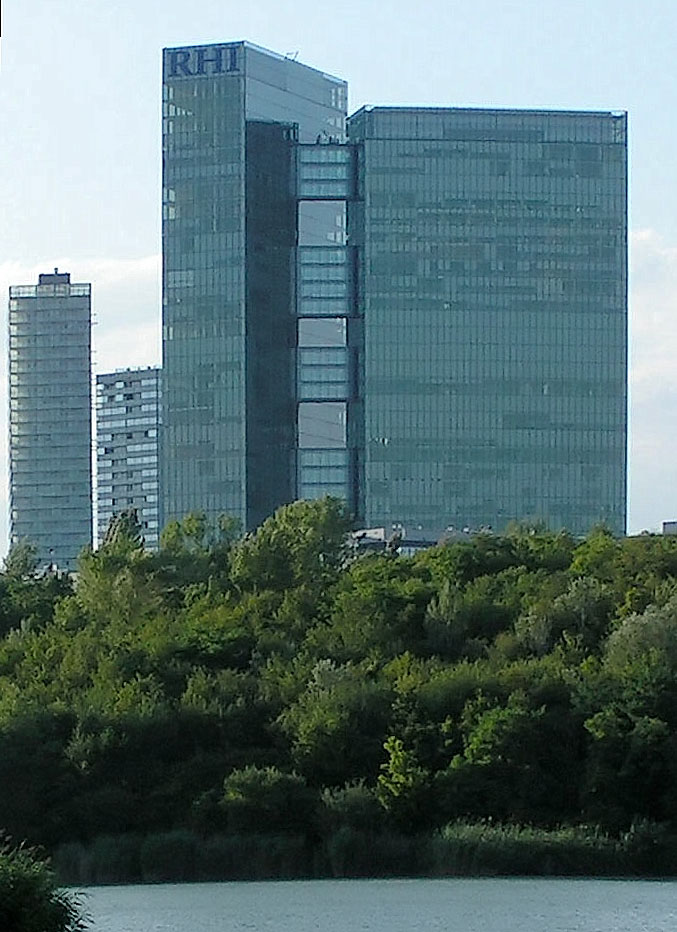
Twin Tower, en Viena.

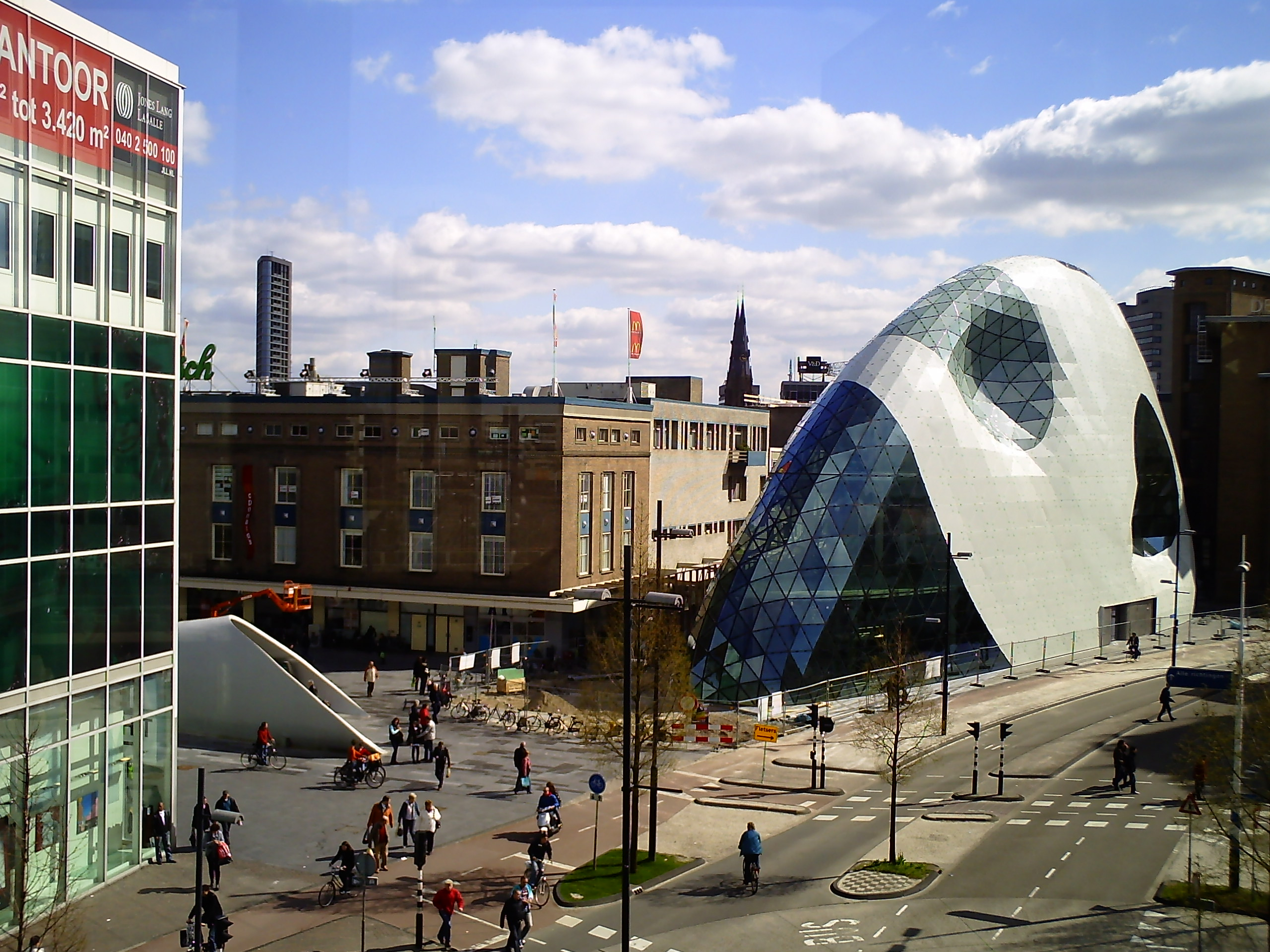
Vista del Admirant Entrance Building, finalizado en 2010 en el centro de Eindhoven.

Nacido en Roma en 1944, Massimiliano Fuksas obtuvo el grado de Arquitectura en la Facultad de Arquitectura de Roma, en 1969. 

## Trayectoria
Fundó el estudio de arquitectura "Gramma", con Anna Maria Sacconi (1969-1988). A finales de los años ochenta, y después de haber trabajado intensamente en Italia, adquiere notoriedad simultáneamente en Italia y Francia, gracias a proyectos como el nuevo cementerio de Orvieto (1990), el ayuntamiento y la biblioteca de Cassino (1990) y, en Francia, la mediateca de Rézé (1991) y la Escuela Nacional de Ingeniería de Brest (ENIB) (1992). En épocas más recientes, terminó la reestructuración de un edificio de la Rue Candie, París (1987-1993). Proyectos posteriores: lieceo técnico de Alfortville, Plaza de las naciones de Ginebra; torre de 150 metros de altura en Viena; un gran centro comercial en Salzburgo. En 2003 casas a la Plaza principal de Maguncia muy cercana al mercado histórico y a la catedral de Maguncia.

### Principales obras
- Complejo escolar en Anagni (Italia)
- Restructuración del conjunto Candie-Saint Bernard en París
- Gimnasio en Paliano
- Construcciones de la universidad en Brest y Limoges
- Transformación de una iglesia en mediateca «Espace Diderot» en Rezé
- Ciudad universitaria Flora Tristan, Hérouville-Saint-Clair
- Maison des Arts en Burdeos
- Cave of Niaux visitor entrance, Ariège
- Centre comercial «Europarc» en Salzburgo (Austria).
- Dos rascacielos de oficinas (Vienna Twin Tower) y un Kinocenter en Viena (Austria).
- Construcción de viviendas y de oficinas en Hamburgo, Milán y París.
- La Maison de la Communication en Guyancourt en 1991.
- FieraMilano (2005) Photos Archivado el 4 de abril de 2005 en Wayback Machine.
- PalaLottomatica Facade, Roma (Italia)
- Centro Congressi Italia, distrito EUR, Roma
- Plan urbanístico FrankfurtHochVier en Fráncfort (Alemania)
- Nardini Auditorium and Research Centre, Bassano del Grappa (Italia)
- Ferrari Headquarters and Research Centre, Maranello (Italia)
- New Exhibition Hall, distrito Porta Palazzo, Turín (Italia)
- Armani Ginza Tower, Tokio (Japón)
- Armani Fifth Avenue, Nueva York (Estados Unidos)
- Sede De Cecco, Pescara (Italia)
- Zénith de Estrasburgo.
- Zénith  de Amiens (6000 plazas)
- My "Zeil" - Centro comercial en Francfort-sur-le-Main. http://www.faz.net
- St. Paul Apostle's Church (Chiesa di San Paolo Apostolo), Foligno (Italia)
- Peres Center for Peace, Ajami, Jaffa, Israel
- Nueva sede de los Archives nationales en Pierrefitte-sur-Seine
- Shopping centre BLOB, Eindhoven (Países Bajos)
- Aeropuerto Internacional de Shenzhen-Bao'an, en cooperación con Knippers Helbig, Shenzhen (China)
- Tbilisi Service Centre, Tbilisi, Georgia<
- Lycée hôtelier Georges Frêche en Montpellier, barrio Port Marianne, 2012

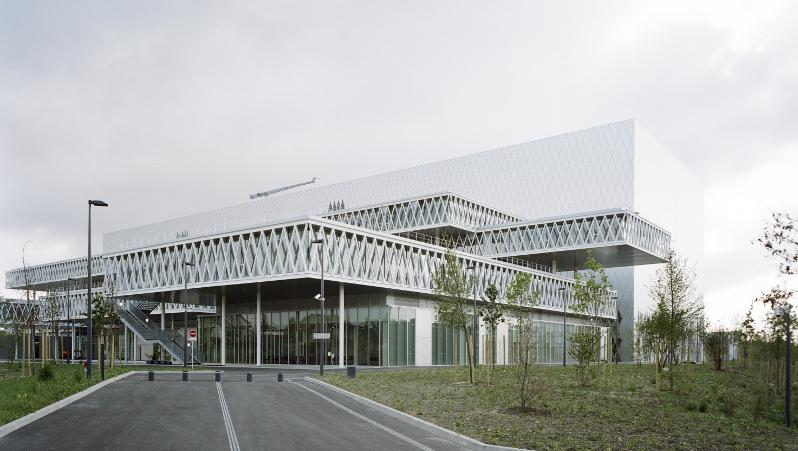
Archives nationales de France en Pierrefitte-sur-Seine
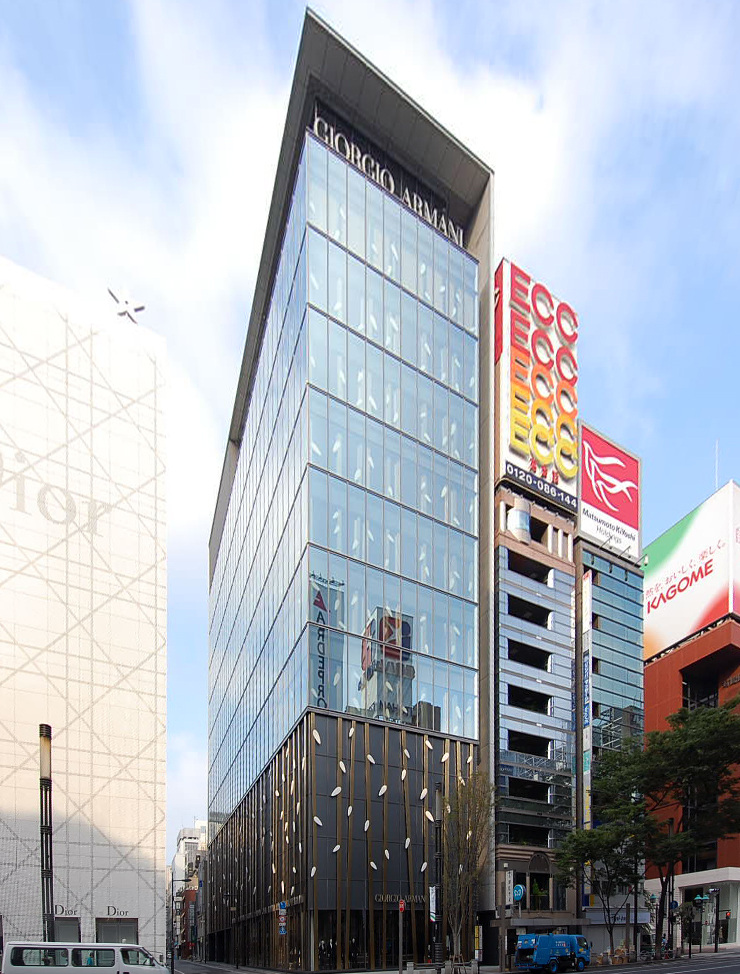
Armani Store en Tokio
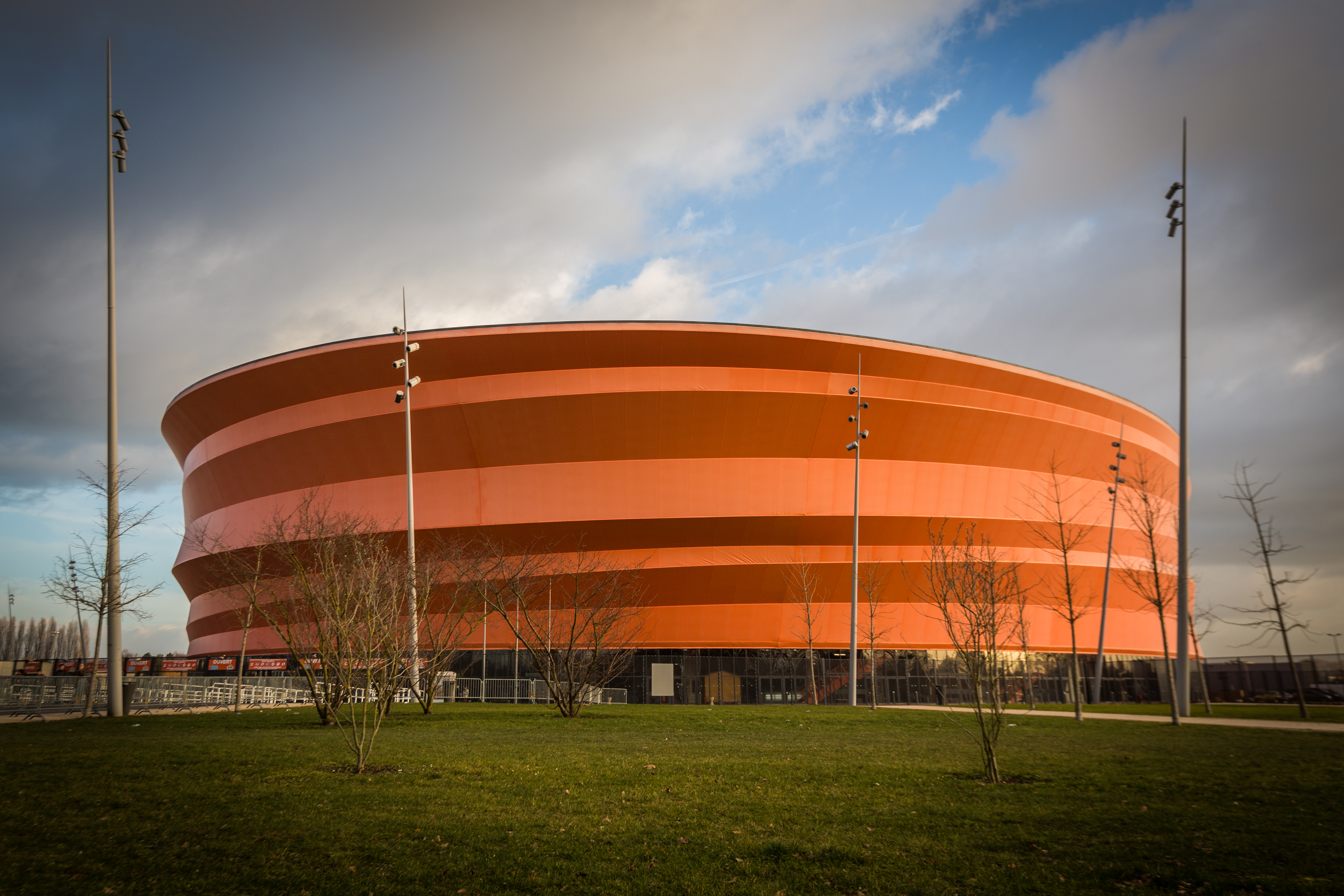
Zénith Music Hall de Estrasburgo
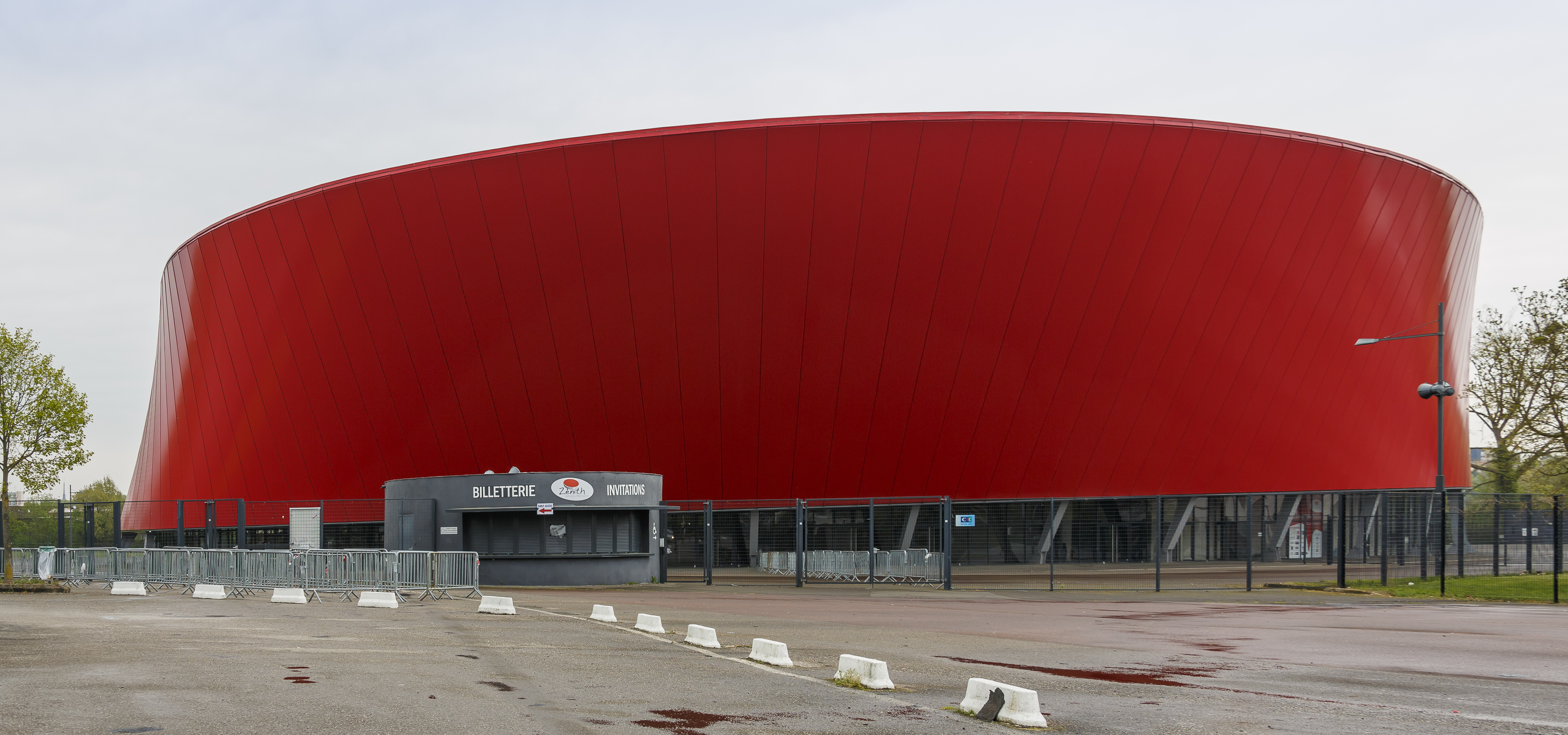
Zénith de Amiens
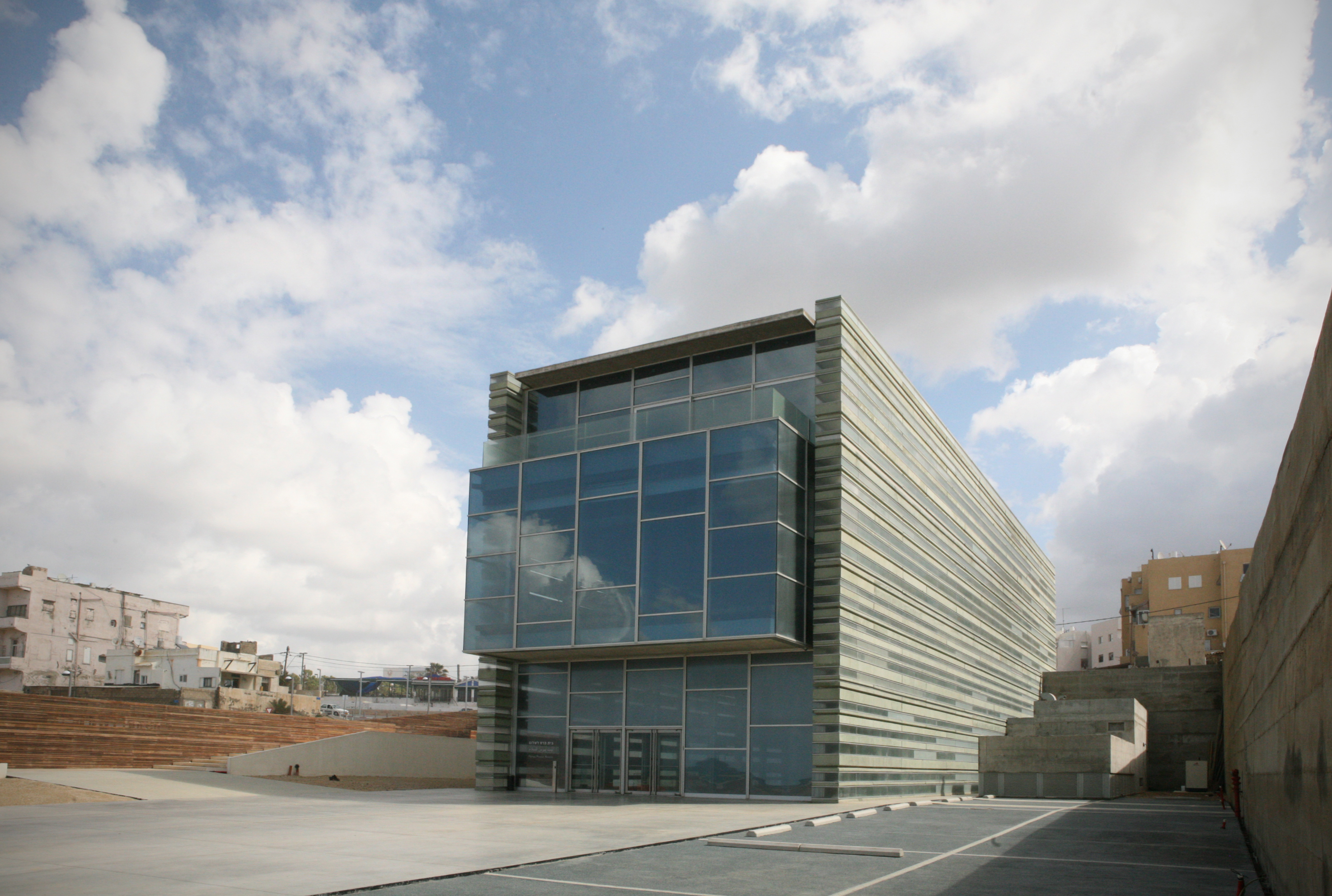
Peres Center for Peace, en Tel Aviv-Jaffa
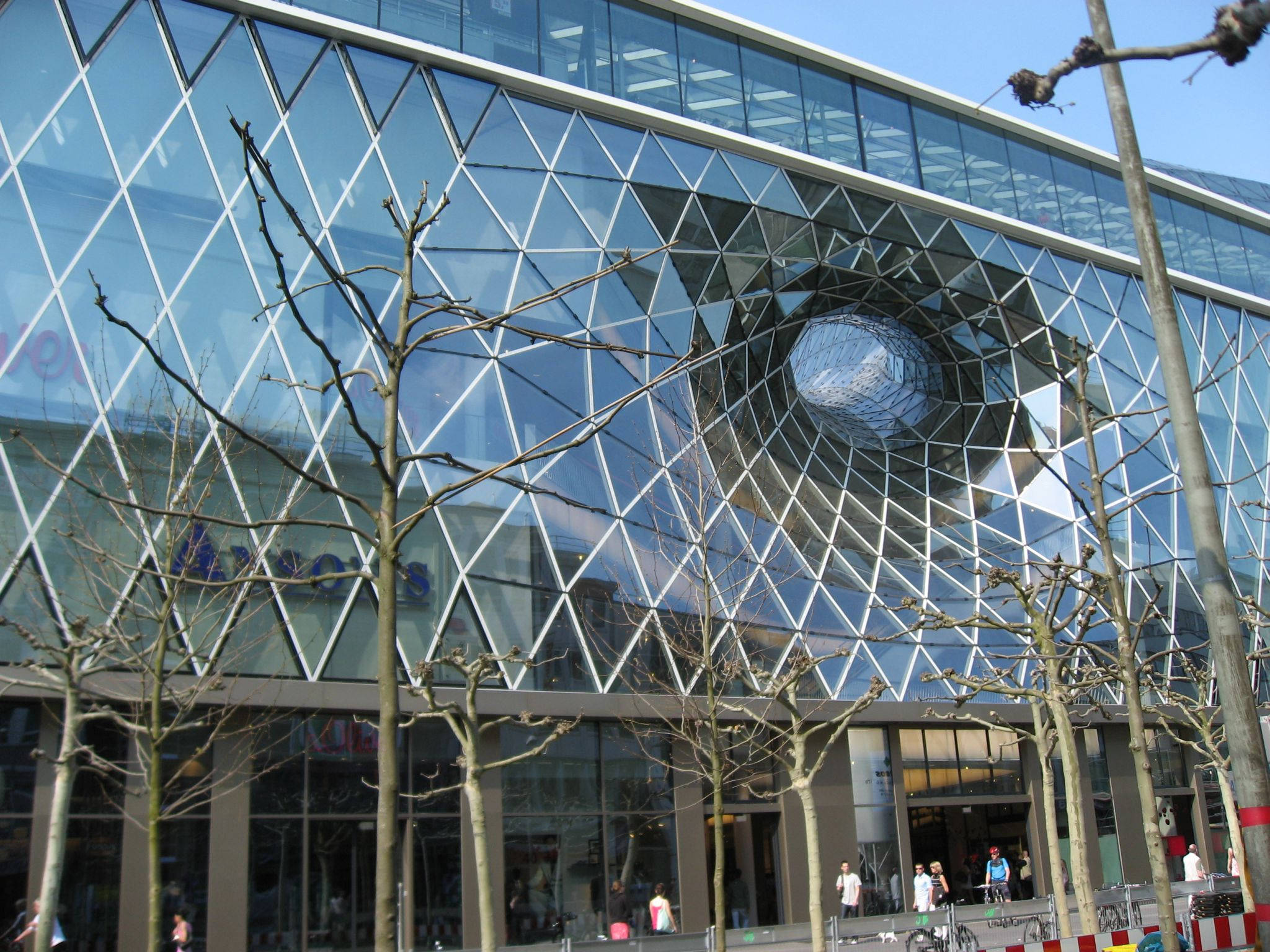
My "Zeil" - Centro comercial en Fráncfort
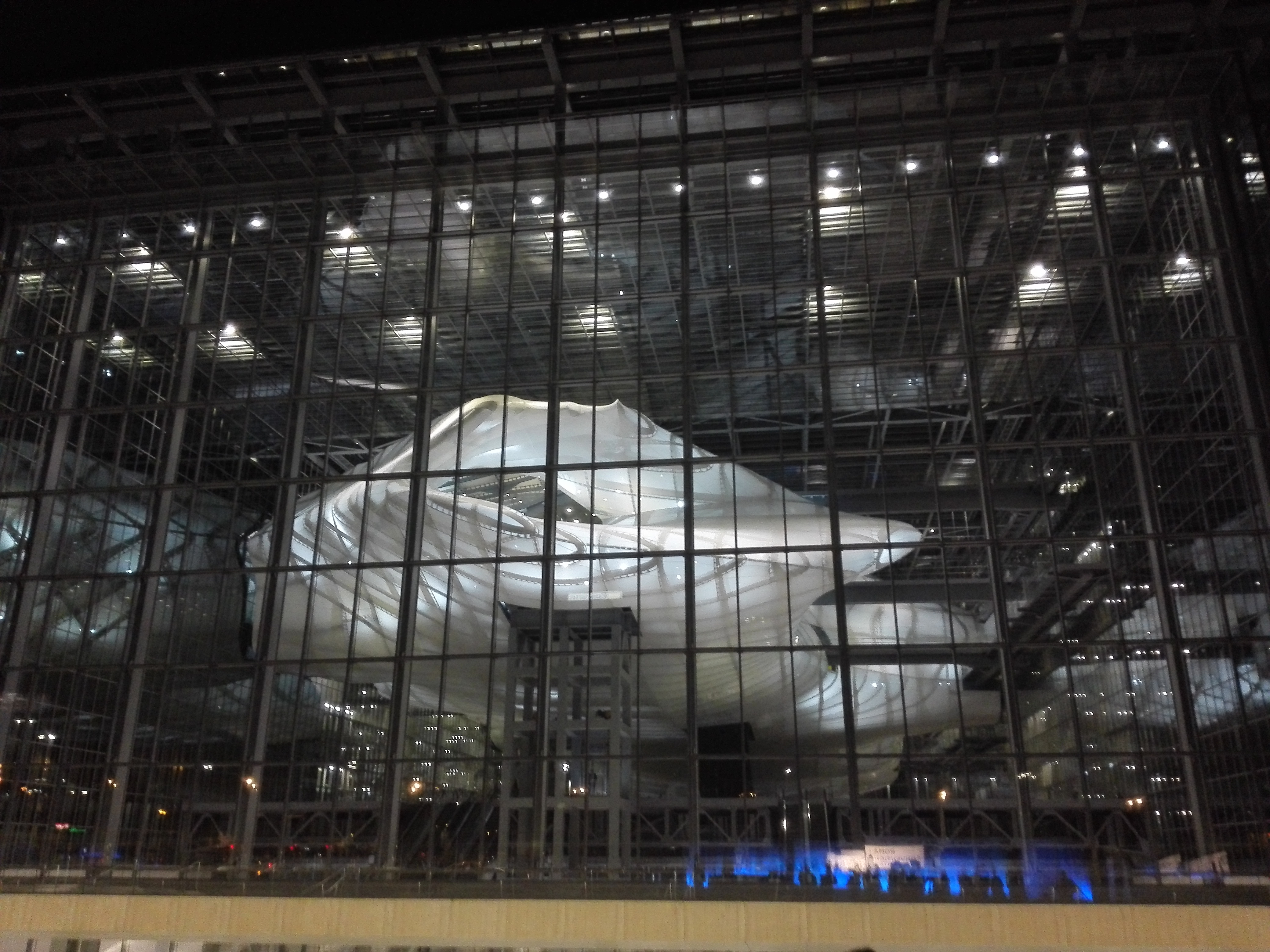
Rome Convention Center "La Nuvola"
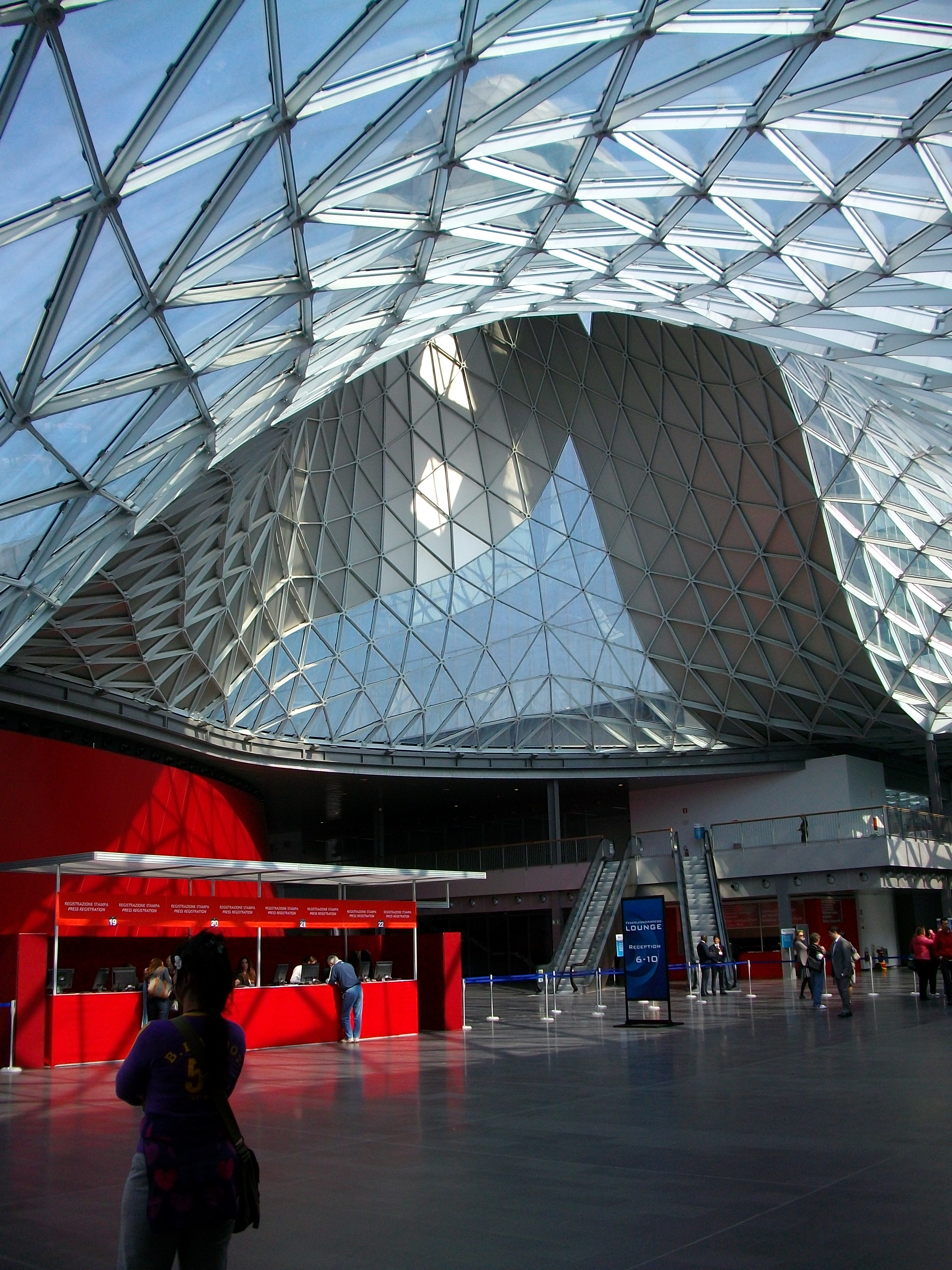
FieraMilano complex, Milán
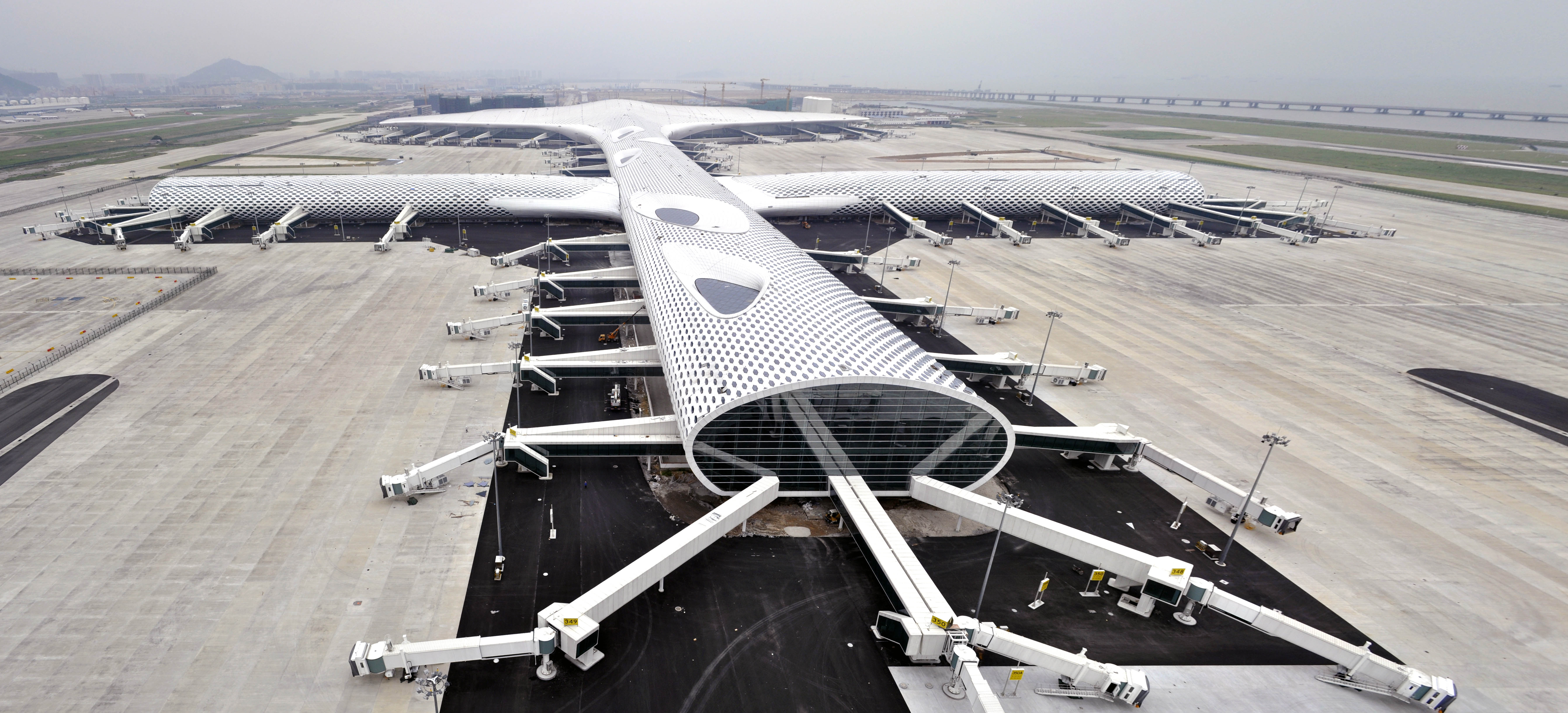
Aeropuerto Internacional de Shenzhen-Bao'an

### Obras en curso
- Piedmont Region Headquarters, distrito Lingotto, Turín, Italia
- House of Justice, Tbilisi, Georgia
- Australia Forum, Canberra, Australia
- Is Molas Golf Resort, Pula, Italia
- Beverly Center, Beverly Hills, USA

## Principales premios
- 1998 Vitruvio a la Trayectoria, en Buenos Aires
- 1999 Grand Prix d'Architecture Française
- 2000 Accademico Nazionale di San Luca, Italia
- 2000 Commandeur de l'Ordre des Arts et des Lettres de la République Française
- 2002 Honorary Fellowship of the American Institute of Architects
- 2006 Honorary Fellowship of the Royal Institute of British Architects, London
- 2011 Ignazio Silone International Prize for Culture, Rome